# 2人の勇者と奇蹟のダイヤモンド
『2人の勇者と奇蹟のダイヤモンド』（ふたりのゆうしゃときせきのダイヤモンド、Fakiren fra Bilbao）は2004年のデンマークのファンタジー冒険映画。
監督はペーター・フリンス、出演はジェリー・サンゲンバーグとアクセル・レスなど。
ビャーネ・ロイターの小説を原作に、古い屋敷に引っ越してきた双子の姉弟と地下室に閉じ込められていた奇術師が宝石泥棒と対決するさまを描いている。

## ストーリー
双子のエマとトムは母とともに古ぼけた屋敷へと引っ越してきた。お世辞にもきれいとは言えない屋敷だったが、母とエマはこの屋敷を気に入っていた。母の仕事を2人だけで待つことも多かったが、屋敷の中を探検するのは楽しかった。ある日怪しい夫婦が多額でこの屋敷を譲ってほしいと言ってきたり、エマが地下室で見つけたボールペンの中から50年間閉じ込められていたという男ロンバルドが現れたりとエマのまわりでは不思議なことが起こり始める。その夫婦は有名な宝石泥棒のようでこの屋敷に宝石を隠しているようである。エマとトムはこの宝石をロンバルドとともに探し始める。そして最後に宝石が奇跡を起こす。

## キャスト
- エマ: ジュリー・ザンゲンバーグ（デンマーク語版）
- トム: アクセル・レス（デンマーク語版）
- ルイーズ: シセ・バベット・クヌッセン - エマとトムの母親。
- ロンバルド: モーリッツ・ブライプトロイ - 地下室に50年間閉じ込められていた奇術師。
- ムーニー: オーレ・テストラップ（デンマーク語版）
- フローリアン・フランバート: ピーター・ガンツェラー（デンマーク語版）
- フランク・フランバート: ファレス・ファレス